# عملية الفجر (1967)
عملية الفجر هي عملية عسكرية مصرية تم تخطيطها لضرب القوات الجوية الإسرائيلية، تمهيدًا لما أصبح فيما بعد حرب 1967. تضمنت خطة الهجوم المصرية القصف الإستراتيجي للموانئ الرئيسية، ومفاعل ديمونة بالقرب من مدينة ديمونة، والمطارات، والمدن. ثم بدأت الجيوش العربية في الهجوم وهو ما يعني فعليًا وضع إسرائيل في المنتصف مع تواجد دفاع مدرع من شمال سيناء عبر صحراء النقب.
وقد أثار جمال عبد الناصر غضب إسرائيل عندما أغلق مضيق تيران. فقد كان عازمًا على الانتقام للهزائم العسكرية السابقة. وتمت تعبئة الجيش في صحراء سيناء، وكان يستعد لبدء ما أسماه «العملية التي ستفاجئ العالم». تم إعداد العملية بحيث تبدأ في 27 مايو 1967. وقد قام عبد الحكيم عامر، القائد العام للقوات المسلحة المصرية، بالتخطيط للعملية.
تم إلغاء عملية الفجر بعدما أبلغت روسيا الرئيس جمال عبد الناصر بأن الولايات المتحدة كانت على علم بالخطة.
يزعم بعض الإسرائيليين أنه حسب «وثائق مصرية تم كشفها»، كانت هناك خطة للهجوم على النقب، وعزله، واحتلال إيلات، وجعل الأرض المحتلة متصلة بالأردن.

## وصلات خارجية
- Six Day War site information on early stages of the war - Operation Dawn